# Barz (Dahmen)
Barz ist ein Ortsteil der Gemeinde Dahmen im Landkreis Rostock in Mecklenburg-Vorpommern.

## Geografie und Verkehrsanbindung
Barz liegt nordwestlich des Kernortes Dahmen. Östlich verläuft die B 108, südöstlich erstreckt sich der 1395 ha große Malchiner See und westlich erstreckt sich das 342 ha große Naturschutzgebiet Wüste und Glase.

## Sehenswürdigkeiten

### Baudenkmale
In der Liste der Baudenkmale in Dahmen ist für Barz die Gutsanlage mit Gutshaus und Katen als einziges Baudenkmal aufgeführt.